# شیگرو ماتسوزاکی
شیگرو ماتسوزاکی (انگلیسی: Shigeru Matsuzaki; ۱۹ نوامبر ۱۹۴۹ –) خوانندگی، بازیگر اهل ژاپن بود.